# Fujiwara no Takaie
Fujiwara no Takaie (藤原 隆家, [ふじわら たかいえ] Erro: {{japonês}}: texto da transliteração contém caractere não latino (pos 1) (ajuda), 979-1044), foi um nobre do final do período Heian da História do Japão membro do ramo Hokke dos Fujiwara. Foi Shitōkan (四等官, Vice-rei) de Dazaifu e é famoso por repelir os piratas jurchen durante a invasão Toi em 1019. Na Corte ocupou o cargo de Chūnagon. 

## Vida e carreira
Takaie nasceu em 979 e pertencia ao ramo Hokke do poderoso clã Fujiwara, o quarto filho de Fujiwara no Michitaka. Sua mãe era Takashina no Takako também conhecida como Kō-no-Naishi (高内侍) ou Gidō-sanshi no Haha (儀三司母). Era sobrinho do poderoso Fujiwara no Michinaga que representava o ponto alto do controle dos Fujiwara sobre o governo do Japão ocupando o cargo de Daijō Daijin. Seu irmão mais velho, Korechika que foi acusado de traição, mas depois perdoado. Uma de suas irmãs era a conhecida imperatriz consorte do Imperador Ichijo, Fujiwara no Teishi. 
Em 989 Takaie entrou para a corte no reinado do imperador Ichijo e recebeu o posto de jugoi (funcionário da corte de quinto escalão júnior). Sendo também designado nesta época Jijū (Moço de câmara). Em 993 Takaie foi designado Ukonoe no Chūjō (vice-comandante da ala direita da guarda do palácio). No ano seguinte ascendeu ao posto de jusami (funcionário da corte de terceiro escalão júnior). Em 995, após a morte de seu pai foi nomeado Chūnagon.
Em 996 seu irmão mais velho Korechika foi acusado de atirar uma flecha no Daijō-tennō (Imperador Aposentado) Kazan, e de realizar uma cerimônia esotérica shingon conhecida como Taigen no Hō (のの帥), que era reservada exclusivamente ao imperador. Korechika foi retirado da corte e transferido para o cargo de Dazai-gon-no-Sochi (の宰権帥, governador regional de Kyushu) e Takaie foi transferido para o cargo de Izumo-Gon-no-kami (の雲権守, Governador Provisório de Izumo). Este incidente ficou conhecido como Chōtoku no hen (長徳e変). Eles foram perdoados no ano seguinte. 
Em 998 Takaie foi nomeado oficial-chefe do Ministério da Guerra (兵卿, Hyōbu-kyō)., em 1002 foi nomeado Chūnagon e em 1007 foi promovido a Junii (oficial de segundo escalão júnior) passando a ocupar o cargo de Inspetor Itinerante dos Governos Provinciais (按察, Azechi).
Em 1014, já no reinado do Imperador Sanjo Takaie volta a ocupar o cargo de  Dazai-gon-no-sochi. Em 1015 foi promovido a shōnii (oficial de segundo escalão senior). Gradualmente Takaie retornou à sociedade da corte, mas seu cargo nunca passou de Chūnagon. Em 1019 Takaie voluntariamente pediu ao Imperador Sanjō para continuar no cargo de Dazai-gon-no-sochi, a fim de receber tratamento para uma doença ocular. Nese momento liderou com sucesso a defesa de Dazaifu contra os manchus na chamada invasão Toi. Circularam rumores de que os invasores trouxeram a varíola para o Japão continental.   Após esse evento Takaie renunciou ao seu posto em Dazaifu, que foi dado a Fujiwara no Yukinari, retornando a capital.
Em 1023, no reinado do Imperador Go-Ichijo, Takaie abdicou de sua posição de Chūnagon para que seu segundo filho, Fujiwara no Cunesuke pudesse ser promovido a Sachūben (controlador intermediário do gabinete do Sadaijin).
Em 1042 Fujiwara no Takaie veio a falecer aos 66 anos.